# HD 114357
HD 114357，又名BD+38 2407，SAO 63372、HR 4964，是一颗恒星，视星等为6.02，位于銀經103.61，銀緯79.01，其B1900.0坐标为赤經13h 5m 2s，赤緯+37° 79.01′ 21″。